# خان سنغي علي أباد
خان سنغي علي أباد (بالفارسية: کاروانسرای سنگی علی‌آباد) هي خان تاريخية تعود إلى عصر الدولة السلجوقية، وتقع في مقاطعة قم.